# Schwarze Lache (Schliersee)
Die Schwarze Lache ist ein Kleinstgewässer auf einer Geländekuppe an den Nordhängen des Schliersberges. Die Lache entwässert im weiteren Verlauf in den Rohnbach.